# Държавна самолетна фабрика (Ловеч)
Държавната самолетна фабрика (ДСФ) — располагавшаяся в Ловече болгарская авиастроительная компания конца 1930-х — середины 1950-х годов, функционировавшая до прекращения производства самолётов в стране в 1954 году. Ныне существует как машиностроительная компания «Балкан» А.Д.

## История
В 1938 году 20-летнее ограничение, введенное Нёйиским договором, было отменено, и болгарской армии было возвращено право владеть боевой авиацией. Командование ВВС приняло решение создать за пределами столицы современное предприятие, на котором сосредоточатся производственные мощности авиастроительной промышленности, для выпуска в достаточном количестве самолётов, не уступающих лучшим европейским образцам. Выбором места для завода занялся специальный комитет .
Новость о возможном строительстве завода не вызвала особого энтузиазма у обывателей Ловеча, поскольку для этого потребовалось бы пожертвовать частью земель, уже занимаемой сельскохозяйственными угодьями. Вопрос был вынесен на заседание местного муниципального совета. После горячих споров мэр, инженеру Петру Иванчеву удалось добиться положительного решения. Свой вклад в обсуждение внёс и мэр, последовательно и настойчиво убеждавший сограждан, что появление подобного завода создаст дополнительные рабочие места, поднимет экономический и интеллектуальный уровень города. Протокол этого заседания до сих пор хранится в архиве муниципалита. Демонстрации самолётов, состоявшиеся 5 июля 1939 года, также были тепло встречены местными жителями, и в итоге строительство было одобрено.
Заводские корпуса строились на основе проектов польских инженеров, ранее работавших над аналогичными объектами для компании PZL. Новое предприятие получило название Държавна самолетна фабрика.
Основные сооружения были построены к концу 1941 года. Начался завоз оборудования, материалов и комплектующих из располагавшегося в западной части страны госпредприятия ДАР (Божуриште). Прибыли первые инженеры, техники и специалисты — всего около 50 человек. Завод до апреля 1942 года возглавлял майор ВВС Миню Минев, а затем - полковник Иларион Тихчев. Главным инженером стал Димитар Атанасов, начальник КБ - инженер Константин Бошнаков, строители - Борис Бончев, Антон Даскалов, Петр Христанов, Димитар Манолов, Владимир Влахов. Были назначены руководители отделов. Военный контроль осуществлял лейтенант Иван Тодоров Ильчев. Таким образом, штат фабрики достиг около 300 человек.
В середине 1942 года инженер Атанасов был переведен в технический отдел ВВС, а инженер Цветан Лазаров назначен главным инженером и по совместительству главного конструктора. Его замом стал инженер Бошнаков, что значительно ограничило его возможности как конструктора.
В 1942 году при заводе было открыто техническое училище с трёхлетним курсом обучения, что позволило создать персонал, необходимый для развития завода и повышения качества производства.
После политических перемен сентября 1944 года, связанных с вступлением в Болгарию советской армии, в организации завода произошли некоторые изменения. 20 октября того же года Ачко Ангелов был назначен помощником командующего этой военной структурой. 21 октября был арестован полковник Тихчев, а начальником назначен майор Петко Попганчев, инженер из училища в Долна-Митрополия. Он возглавлял завод до перевода в ВВС в конце мая 1949 года.
Вскоре после окончания Второй мировой войны завод ДСФ в Ловече осталсяя единственным авиастроительным предприятием в стране, поскольку, в соответствии с решением правительства, аналогичное предприятие «Капрони Български» в Казанлыке в 1947 году прекратило производство самолётов.
В начале 1949 года ДСФ была реорганизована под названием Завод 14. Директором был назначен Ганчо Лазаров во время работы которого в 1954 г. производство самолётов было прекращено и здесь.
Решение правительства в 1954 году навсегда закрыть авиационную отрасль в Болгарии, несмотря на созданные условия для успешного промышленного производства, накопленный опыт и наличие подготовленного персонала, поставило многих молодых специалистов, инженеров, техников и рабочих на 14-м заводе, посвятившим жизни авиации, в сложное положение.
После 1954 года производственная номенклатура и название завода менялись несколько раз: он выпускал велосипеды и мотоциклы, позже под маркой "Балкан" и легковые автомобили, некоторое время он функционировал как совместное предприятие Балкан, а ныне существует как акционерное общество Балкан машиностроительного профиля.

## Продукция компании

### Самолёты
- „ДАР-9 Синигер“ (весна 1943 года), тремя сериями выпущено всего 40 самолётов.
- „Авиа-135“, чехословацкий истребитель, поставлен в разобранном виде, на заводе были собраны 12 штук, после испытаний переданных в царские ВВС.

- „ДАР-10“ (1941) самолёт-разведчик конструкции Ц. Лазарова с двигателем Alfa 128 R.C.21. Его разработка началась на заводе ДАР, но прототип строился уже в ДСФ. Прототип был уничтожен в 1942 году в результате случившейся из-за тумана аварии.
- „ДАР-10Ф“ двигатель Fiat A.74 R.C.38, позволивший развить скорость до 460 км/ч. Испытывался инженером Попганчевым в марте 1945 года. Не производился в связи с переходом послевоенных ВВС на советскую авиатехнику.

- „Лаз-7“ и „Лаз-7М“ (1948). Конструкция Ц. Лазарова для участия в конкурсе учебных самолётов с двигателем до 160 л.с. (Walter Minor 6.III). Двухместный моноплан предназначался начальной подготовки пилотов и штурманов. Всего было выпущено 160 „Лаз-7“ и 150 „Лаз-7М“ (М-11ФР). Несмотря на имевшийся спрос на международном рынке, выпуск прекращён в 1954 году как и остальное производство самолетов в Болгарии.
- „Лаз-8“ (1949) четырехместное воздушное такси. Изготовлен в единственном экземпляре как подарок от авиастроителей в честь Пятого съезда БКП.

### После перепрофилирования
Завод после прекращения авиастроения (1954 г.) и проведенной реконструкции выпускал автомобили, мотоциклы, велосипеды, вилочные погрузчики и т.д. Разработано несколько проектов микроавтобусов, лёгких коммерческих автомобилей, фургонов.